# Залісся (Ніжинський район)
Залісся (до 17 лютого 2016 року — Червона Зірка) — село в Україні, у Дмитрівській селищній громаді Ніжинського району Чернігівської області.
Постійне населення станом на 2006 — 27 осіб; на 2012 — 3 особи (пенсіонерка та сліпа жінка-інвалід з дочкою); на осінь 2015 — населений пункт є повністю безлюдним; 2018 — населений пункт розораний агропідприємствами, залишилася одна напівзруйнована хата та 4 електростовпи.

## Історія
Поселення виникло 1935 — як господарський хутір колгоспу села Гайворон, а, можливо, також як «трудова колонія» для легко—репресованих гайворонців. До 1950—тих років хутір виріс до розміру села — 100 дворів, у яких жили понад 300 осіб постійних мешканців. При місцевому колгоспі працював клуб, магазин. Проте до школи діти ходили у сусідній х. Шевченкове.
Планування поселення — одна вулиця 2 км завдовжки із хатами обабіч. Електрифіковане.
Цвинтар розташований на схід від села, на краю лісосмуги. Збереглися датовані поховання 1950—тих років, однак ближче до санітарного рову розрізняється група могил, які можна датувати 1930–1940—ми роками. Останнє поховання — 2007 року. Прикметою цвинтаря є таблички і пам'ятники, які обернені не до могили, а від могили. Більшість могил мають православні металеві хрести, кілька гранітних пам'ятників міського типу.
Церкви у поселенні ніколи не було. Проте люди все одно «храмували» — на день Покрови Божої Матері 14 жовтня. Ця традиція привнесена переселенцями із села Гайворон, де існує храм на честь Покрови.
До 1991 було поширене скотарство.
До 2016 року село Залісся носило назву Червона Зірка.

## Населення

Мешканка Залісся

Населення Залісся від самого початку складалося майже винятково з родин — переселенців із с. Гайворон. Усі дотеперішні мешканці (8 осіб) мають також гайворонське коріння, хоча одна з жінок — уродженка саме цього населеного пункту (1939 р.н.). Також ідентифікуються кілька «бахмацьких німців» — вихідців з німецьких поселень, які депортовані 1943 в табори ГУЛАГ СРСР Казахстану.
Серед відомих родин Залісся — Кодаки́, Олійники, Кроковні, Горлачі́, Плу́жники, Чумаки, Марченки, Павленки, Бабаки́, Ло́ли, Пархоменки, Ващенки, Федоренки, Пономарьови, Матченки, Семену́хи, Га́личі, Рачки́, Сидоренки, Крамарці́, Лету́чі, Дрозди, Нагорні, Шуруки́, Ва́щенки, Рибалки, Мех (нім.), Лут (нім.), Кармали́ги. Уродженці Залісся 1960—тих років народження живуть переважно у Бахмачі, Конотопі, частина емігрувала до Російської Федерації (напр. Астрахань).
Вживали діалектизми, властиві для с. Гайворон. Зокрема, скорочена дієслівна форма не дивуйте(замість «не дивуйтеся»), ворі́ — грабіжники тощо.

### Мова
Розподіл населення за рідною мовою за даними перепису 2001 року:
| Мова       | Кількість | Відсоток |
| ---------- | --------- | -------- |
| українська | 26        | 96.3%    |
| російська  | 1         | 3.7%     |
| Усього     | 27        | 100%     |

## Сучасний стан

Одна із багатьох порожніх осель Залісся

Центральна вулиця Залісся

На жовтень 2010 у селі постійно мешкає 8 осіб (5 пенсіонерів та 3 передпенсійного віку). Дітей немає. У господарстві тримають птицю, вирощують картоплю. Восени 2012 року постійно проживало 3 особи, при чому одна із них сліпа жінка-інвалід.
У селі збереглися до десятка кам'яних будинків із металевими дахами. Тверде шляхове покриття відсутнє — до перших хат слід рухатися через польову дорогу від залізничного переїзду с. Шевченкове.
До поселення навідуються побутові грабіжники, які в основному полюють на городину. Хліб та продукти населення купує на стихійному ринку с. Шевченкове — 2 км від місця замешкання. Будь—яке підвезення продуктів до самого села припинилося 2008 року. Жодного медичного обслуговування немає.
Корінне й постійне населення Залісся може зникнути до 2015-2018 року. З огляду на відсутність дороги, хутір не заселюється ані дачниками, ані мігрантами. Населений пункт - кандидат на зняття з реєстрації як нежилий.